# Edo (Name)
Edo ist ein männlicher Vorname und Familienname.

## Herkunft und Bedeutung
Edo als Vorname ist eine Kurzform des Namens Eduard und dessen Varianten. Als Familienname ist er im spanischen Sprachraum zu finden.

## Namensträger

### Vorname
- Edo Fimmen (1882–1942), niederländischer ITF-Generalsekretär
- Edo Hildericus (auch: Hildericus von Varel, Hilderich, Hildebrand; 1533–1599), deutscher Historiker, Mathematiker, Philologe und evangelischer Theologe
- Edo Leitner (1907–1991), deutscher Grafiker
- Edo Maajka (* 1978), bosnischer Rapper
- Edo Murtić (1921–2005), kroatischer Maler und Grafiker
- Edo Osterloh (1909–1964), deutscher evangelischer Theologe und Politiker
- Edo Popović (* 1957), kroatischer Schriftsteller und Journalist
- Edo Reents (* 1965), deutscher Kulturjournalist und Literaturkritiker
- Edo de Waart (* 1941), niederländischer Dirigent
- Edo Wiemken der Ältere († 1415), ostfriesischer Häuptling
- Edo Wiemken der Jüngere (um 1454–1511), ostfriesischer Regent der Herrschaft Jever
- Edo Zanki (1952–2019), deutscher Musiker, Sänger und Produzent

### Familienname
- Ángel Edo (* 1970), spanischer Radrennfahrer
- Bruno Ateba Edo (* 1964), kamerunischer Ordensgeistlicher, römisch-katholischer Bischof von Maroua-Mokolo
- Luís Andrés Edo (1925–2009), spanischer Anarchosyndikalist